# Oostenrijk op de Paralympische Spelen
Oostenrijk is een van de landen die deelneemt aan de Paralympische Spelen. Het land debuteerde op de Paralympische Zomerspelen 1960.

## Medailles en deelnames
De tabel geeft een overzicht van de jaren waarin werd deelgenomen, het aantal gewonnen medailles en de eventuele plaats in het medailleklassement.
| Zomerspelen | Zomerspelen | Zomerspelen | Zomerspelen | Zomerspelen | Zomerspelen |        | Winterspelen | Winterspelen | Winterspelen | Winterspelen | Winterspelen | Winterspelen |
| Jaar        | Goud        | Zilver      | Brons       | Totaal      | Rang        | Jaar   | Goud         | Zilver       | Brons        | Totaal       | Rang         |              |
| 1960        | 11          | 8           | 11          | 30          | 4           |        |              |              |              |              |              |              |
| 1964        | 4           | 1           | 7           | 12          | 12          |        |              |              |              |              |              |              |
| 1968        | 2           | 7           | 10          | 19          | 15          |        |              |              |              |              |              |              |
| 1972        | 6           | 6           | 6           | 18          | 12          |        |              |              |              |              |              |              |
| 1976        | 17          | 16          | 17          | 50          | 10          | 1976   | 5            | 16           | 14           | 35           | 6            |              |
| 1980        | 14          | 23          | 8           | 45          | 11          | 1980   | 6            | 10           | 6            | 22           | 3            |              |
| 1984        | 14          | 20          | 10          | 44          | 17          | 1984   | 34           | 19           | 17           | 70           | 1            |              |
| 1988        | 13          | 7           | 15          | 35          | 20          | 1988   | 20           | 10           | 14           | 44           | 2            |              |
| 1992        | 5           | 4           | 13          | 22          | 22          | 1992   | 8            | 3            | 9            | 20           | 4            |              |
| 1996        | 6           | 6           | 10          | 22          | 25          | 1994   | 7            | 16           | 12           | 35           | 6            |              |
| 2000        | 2           | 7           | 6           | 15          | 39          | 1998   | 7            | 16           | 11           | 34           | 8            |              |
| 2004        | 8           | 10          | 4           | 22          | 20          | 2002   | 9            | 10           | 10           | 29           | 4            |              |
| 2008        | 4           | 1           | 1           | 6           | 33          | 2006   | 3            | 4            | 7            | 14           | 7            |              |
| 2012        | 4           | 3           | 6           | 13          | 30          | 2010   | 3            | 4            | 4            | 11           | 7            |              |
| 2016        | -           | -           | -           | -           | -           | 2014   | 2            | 5            | 4            | 11           | 9            |              |
| 2020        | -           | -           | -           | -           | -           | 2018   | -            | -            | -            | -            | -            |              |
| Totaal      | 110         | 119         | 124         | 353         |             | Totaal | 104          | 113          | 108          | 325          |              |              |
| Tot. Z+W    | 214         | 232         | 232         | 678         |             |        |              |              |              |              |              |              |

Afghanistan · Albanië · Algerije · Amerikaanse Maagdeneilanden · Andorra · Angola · Antigua en Barbuda · Argentinië · Armenië · Australië · Azerbeidzjan · Bahama's · Bahrein · Bangladesh · Barbados · België · Benin · Bermuda · Bosnië en Herzegovina · Botswana · Brazilië · Brunei · Bulgarije · Burkina Faso · Burundi · Cambodja · Canada · Centraal-Afrikaanse Republiek · Chili · China · Chinees Taipei · Colombia · Comoren · Congo-Kinshasa · Costa Rica · Cuba · Cyprus · Denemarken · Djibouti · Dominicaanse Republiek · Duitsland · Ecuador · Egypte · El Salvador · Estland · Ethiopië · Fiji · Filipijnen · Finland · Frankrijk · Gabon · Gambia · Georgië · Ghana · Griekenland · Groot-Brittannië · Guatemala · Guinee · Guinee-Bissau · Haïti · Honduras · Hongarije · Hongkong · Ierland · IJsland · India · Indonesië · Irak · Iran · Israël · Italië · Ivoorkust · Jamaica · Japan · Jemen · Jordanië · Kaapverdië · Kameroen · Kazachstan · Kenia · Kirgizië · Koeweit · Kroatië · Laos · Lesotho · Letland · Libanon · Liberia · Libië · Liechtenstein · Litouwen · Luxemburg · Madagaskar · Maleisië · Mali · Malta · Marokko · Mauritanië · Mauritius · Mexico · Moldavië · Mongolië · Montenegro · Mozambique · Myanmar · Namibië · Nederland · Nepal · Nicaragua · Nieuw-Zeeland · Niger · Nigeria · Noord-Korea · Noord-Macedonië · Noorwegen · Oeganda · Oekraïne · Oezbekistan · Oman · Oost-Timor · Oostenrijk · Pakistan · Palestina · Panama · Papoea-Nieuw-Guinea · Peru · Polen · Portugal · Puerto Rico · Qatar · Roemenië · Rusland · Rwanda · Salomonseilanden · Samoa · San Marino · Saoedi-Arabië · Senegal · Servië · Seychellen · Sierra Leone · Singapore · Slovenië · Slowakije · Spanje · Sri Lanka · Soedan · Suriname · Syrië · Tadzjikistan · Tanzania · Thailand · Tonga · Trinidad en Tobago · Tsjechië · Tunesië · Turkije · Turkmenistan · Uruguay · Vanuatu · Venezuela · Verenigde Arabische Emiraten · Verenigde Staten · Vietnam · Wit-Rusland · Zambia · Zimbabwe · Zuid-Afrika · Zuid-Korea · Zweden · Zwitserland
Historische landen: Duitse Democratische Republiek · Joegoslavië · Servië en Montenegro · Sovjet-Unie · Tsjecho-Slowakije — Individuele Paralympische Atleten · Gezamenlijk Team · Onafhankelijk paralympisch deelnemer